# 化学工业出版社
化学工业出版社是中华人民共和国的一家出版社，隶属中华人民共和国化学工业部，成立于1956年，社址位于北京市。

## 历史沿革
前身为1953年成立重工业出版社化工图书编辑室。1956年中华人民共和国化学工业部成立，改名为化学工业出版社。
1970年化学工业部、石油工业部、煤炭工业部合并成立燃料化学工业部，更名为燃料化学出版社。1975年煤炭工业部分出，改名石油化工出版社。
1978年恢复化学工业出版社。